# Payroux
Payroux település Franciaországban, Vienne megyében. Lakosainak száma 463 fő (2022. január 1.). Payroux La Chapelle-Bâton, Charroux, Château-Garnier, Joussé, Mauprévoir, Saint-Martin-l’Ars és Usson-du-Poitou községekkel határos.

## Népesség
A település népességének változása:
| Lakosok száma | 499  | 490  | 502  | 490  | 483  | 475  | 468  | 464  | 463  |
|               | 2013 | 2015 | 2016 | 2017 | 2018 | 2019 | 2020 | 2021 | 2022 |